# Loxodocus orizabensis
Loxodocus orizabensis är en stekelart som först beskrevs av Cameron 1886.  Loxodocus orizabensis ingår i släktet Loxodocus och familjen brokparasitsteklar. Inga underarter finns listade i Catalogue of Life.